# Campionati europei di ciclismo su pista 2025 - Velocità femminile
La gara della velocità femminile ai Campionati europei di ciclismo su pista 2025 si svolse dal 13 al 14 febbraio 2025 presso il Omnisport Heusden-Zolder di Heusden-Zolder, in Belgio.

## Risultati

### Qualificazioni
I migliori 11 atleti si qualificano per gli ottavi di finale, dal quinto al ventottesimo tempo si qualificano per i sedicesimi di finale.
| Pos | Nome                   | Nazione                     | Tempo  | Diff.  | Note |
| --- | ---------------------- | --------------------------- | ------ | ------ | ---- |
| 1   | Lauren Bell            | Regno Unito                 | 10.487 |        | Q    |
| 2   | Hetty van de Wouw      | Paesi Bassi                 | 10.511 | +0.024 | Q    |
| 3   | Rhian Edmunds          | Regno Unito                 | 10.580 | +0.093 | Q    |
| 4   | Lea Friedrich          | Germania                    | 10.647 | +0.160 | Q    |
| 5   | Alina Lysenko          | Atleti Neutrali Autorizzati | 10.708 | +0.221 | Q    |
| 6   | Veronika Jaborníková   | Rep. Ceca                   | 10.734 | +0.247 | Q    |
| 7   | Miriam Vece            | Italia                      | 10.736 | +0.249 | Q    |
| 8   | Steffie van der Peet   | Paesi Bassi                 | 10.751 | +0.264 | Q    |
| 9   | Yana Burlakova         | Atleti Neutrali Autorizzati | 10.852 | +0.365 | Q    |
| 10  | Clara Schneider        | Germania                    | 10.903 | +0.416 | Q    |
| 11  | Oleksandra Lohviniuk   | Ucraina                     | 10.947 | +0.460 | Q    |
| 12  | Marie-Louisa Drouode   | Francia                     | 11.048 | +0.561 | q    |
| 13  | Alla Biletska          | Ucraina                     | 11.056 | +0.569 | q    |
| 14  | Nikola Seremak         | Polonia                     | 11.142 | +0.655 | q    |
| 15  | Paulina Petri          | Polonia                     | 11.186 | +0.699 | q    |
| 16  | Anna Jaborníková       | Rep. Ceca                   | 11.269 | +0.782 | q    |
| 17  | Lauryna Valiukevičiūtė | Lituania                    | 11.371 | +0.884 | q    |
| 18  | Helena Casas           | Spagna                      | 11.428 | +0.941 | q    |
| 19  | Miglė Lendel           | Lituania                    | 11.776 | +1.289 | q    |
| 20  | Matilde Cenci          | Italia                      | 11.904 | +1.417 | q    |
| 21  | Marija Pavlović        | Serbia                      | 13.382 | +2.895 | q    |

### Sedicesimi
I vincitori delle batterie avanzano agli ottavi di finale.
| Batteria | Rank | Nome                   | Nazione   | Tempo  | Note |
| -------- | ---- | ---------------------- | --------- | ------ | ---- |
| 1        | 1    | Marie-Louisa Drouode   | Francia   | X      | Q    |
| 1        | 2    | Marija Pavlović        | Serbia    | +1.867 |      |
| 2        | 1    | Alla Biletska          | Ucraina   | X      | Q    |
| 2        | 2    | Matilde Cenci          | Italia    | +0.156 |      |
| 3        | 1    | Nikola Seremak         | Polonia   | X      | Q    |
| 3        | 2    | Miglė Lendel           | Lituania  | +0.633 |      |
| 4        | 1    | Paulina Petri          | Polonia   | X      | Q    |
| 4        | 2    | Helena Casas           | Spagna    | +0.131 |      |
| 5        | 1    | Anna Jaborníková       | Rep. Ceca | X      | Q    |
| 5        | 2    | Lauryna Valiukevičiūtė | Lituania  | +0.142 |      |

### Ottavi
I vincitori delle batterie avanzano ai quarti di finale.
| Batteria | Rank | Nome                 | Nazione                     | Tempo  | Note |
| -------- | ---- | -------------------- | --------------------------- | ------ | ---- |
| 1        | 1    | Lauren Bell          | Regno Unito                 | X      | Q    |
| 1        | 2    | Anna Jaborníková     | Rep. Ceca                   | +0.277 |      |
| 2        | 1    | Hetty van de Wouw    | Paesi Bassi                 | X      | Q    |
| 2        | 2    | Paulina Petri        | Polonia                     | +0.462 |      |
| 3        | 1    | Rhian Edmunds        | Regno Unito                 | X      | Q    |
| 3        | 2    | Nikola Seremak       | Polonia                     | +0.206 |      |
| 4        | 1    | Lea Friedrich        | Germania                    | X      | Q    |
| 4        | 2    | Alla Biletska        | Ucraina                     | +0.099 |      |
| 5        | 1    | Alina Lysenko        | Atleti Neutrali Autorizzati | X      | Q    |
| 5        | 2    | Marie-Louisa Drouode | Francia                     | +0.057 |      |
| 6        | 1    | Veronika Jaborníková | Rep. Ceca                   | X      | Q    |
| 6        | 2    | Oleksandra Lohviniuk | Ucraina                     | +0.260 |      |
| 7        | 1    | Miriam Vece          | Italia                      | X      | Q    |
| 7        | 2    | Clara Schneider      | Germania                    | +0.065 |      |
| 8        | 1    | Yana Burlakova       | Atleti Neutrali Autorizzati | X      | Q    |
| 8        | 2    | Steffie van der Peet | Paesi Bassi                 | +0.158 |      |

### Quarti
I vincitori delle batterie avanzano in semifinale.
| Batteria | Rank | Nome                 | Nazione                     | Gara 1 | Gara 2 | Decider (sn) | Note |
| -------- | ---- | -------------------- | --------------------------- | ------ | ------ | ------------ | ---- |
| 1        | 1    | Yana Burlakova       | Atleti Neutrali Autorizzati | X      | +0.041 | X            | Q    |
| 1        | 2    | Lauren Bell          | Regno Unito                 | +0.131 | X      | +0.087       |      |
| 2        | 1    | Miriam Vece          | Italia                      | X      | +0.000 | X            | Q    |
| 2        | 2    | Hetty van de Wouw    | Paesi Bassi                 | +0.009 | X      | +0.040       |      |
| 3        | 1    | Rhian Edmunds        | Regno Unito                 | X      | +0.203 | X            | Q    |
| 3        | 2    | Veronika Jaborníková | Rep. Ceca                   | +0.036 | X      | +0.019       |      |
| 4        | 1    | Alina Lysenko        | Atleti Neutrali Autorizzati | +0.055 | X      | X            | Q    |
| 4        | 2    | Lea Friedrich        | Germania                    | X      | +0.013 | +0.097       |      |

### Semifinali
I vincitori avanzano in finale per l'oro, i perdenti avanzano alla finale per il bronzo.
| Batteria | Rank | Nome           | Nazione                     | Gara 1 | Gara 2 | Decider (sn) | Note |
| -------- | ---- | -------------- | --------------------------- | ------ | ------ | ------------ | ---- |
| 1        | 1    | Yana Burlakova | Atleti Neutrali Autorizzati | X      | +0.035 | X            | QG   |
| 1        | 2    | Alina Lysenko  | Atleti Neutrali Autorizzati | +0.046 | X      | +0.028       | QB   |
| 2        | 1    | Rhian Edmunds  | Regno Unito                 | X      | X      |              | QG   |
| 2        | 2    | Miriam Vece    | Italia                      | +0.044 | +0.004 |              | QB   |

### Finali
| Rank                 | Nome           | Nazione                     | Gara 1 | Gara 2 | Decider (sn) |
| -------------------- | -------------- | --------------------------- | ------ | ------ | ------------ |
| Finale per l'oro     |                |                             |        |        |              |
| 1                    | Yana Burlakova | Atleti Neutrali Autorizzati | +0.070 | X      | X            |
| 2                    | Rhian Edmunds  | Regno Unito                 | X      | +0.005 | +0.000       |
| Finale per il bronzo |                |                             |        |        |              |
| 3                    | Alina Lysenko  | Atleti Neutrali Autorizzati | X      | X      |              |
| 4                    | Miriam Vece    | Italia                      | +0.037 | +0.131 |              |